# Pseudacteon obtusus
Pseudacteon obtusus är en tvåvingeart som beskrevs av Borgmeier 1925. Pseudacteon obtusus ingår i släktet Pseudacteon och familjen puckelflugor. Inga underarter finns listade i Catalogue of Life.